# Фруг, Семён Григорьевич
Семён Григорьевич Фруг (идиш שמעון פֿרוג‎ — Ши́мен Фруг, также Шимен Шмуэл Фруг и Шмуль Гершович Фруг; 1860, колония Бобровый Кут, Херсонская губерния — 1916, Одесса) — русский и еврейский поэт, публицист, переводчик. Писал главным образом на русском языке и идише, также делал попытки на иврите.

## Биография
Семён Фруг родился в 1860 году в семье писаря в еврейской земледельческой колонии Бобровый Кут, Херсонской губернии. При рождении получил благословение любавичского раввина Менахема Мендла Шнеерсона. 
Окончил хедер (1869), 4-классное училище на русском языке (1873). Служил писарем в канцелярии херсонского казённого раввина. Занимался самообразованием.
Первое стихотворение написал в 1879 году, стихотворение это было помещено в журнал «Рассвет» в 1880 году.
В 1881 году по приглашению фактического редактора журнала «Рассвет» М. С. Варшавского переехал в Петербург. Жил на одной квартире с С. М. Дубновым. Печатался в русско-еврейских журналах «Восход», «Еврейское обозрение», а также в «Русском богатстве», «Нови», «Русской мысли», «Вестнике Европы», «Северном вестнике», и песни молодого поэта получили хорошую критику.
Темы свои черпал из Библии, из проповедей пророков, перерабатывая и перевоплощая старинные образы и легенды; ими пропитано большинство из его стихотворений.
В 1891 году, во время кампании по выселению евреев из столиц, был выдворен из Петербурга и до июля 1892 года жил в Люстдорфе под Одессой. Смог вернуться благодаря хлопотам К. К. Случевского и Литфонда. Жил с женой на Садовой улице, № 88, и в Мытинском переулке, № 5. В 1909 году по состоянию здоровья переехал в Одессу, перенёс там операцию по удалению почки. Председатель комитета Одесского отделения Еврейского литературного общества (1910—1911).
Семён Григорьевич Фруг скончался 8 сентября 1916 года в Одессе.

## Семья
Жена — повивальная бабка Евдокия Ильинична Фролова, работала в Обществе взаимопомощи акушерок в Санкт-Петербурге. Двое их сыновей умерли в младенчестве, дочь — в отрочестве.
Родственница — Инна Львовна Фруг (1925—1997), писательница.

## Творчество
Русская часть его творчества была достаточно популярна в 1880-е — 1890-е годы: сочетая романтические мотивы с гражданскими, Фруг выступал продолжателем А. Н. Апухтина и С. Я. Надсона. Вдохновил на творчество писателя Г. Я. Кайзермана, с семьёй которого был в дружеских отношениях.
С 1888 года писал также на идише. Уже будучи смертельно больным, пробовал писать и на иврите.
В 1910 году перевёл избранные притчи из Талмуда, собранные Хаимом Бяликом.

## Память
Похоронен на Втором еврейском кладбище. После снесения кладбища прах был перенесен на центральную аллею Второго христианского кладбища г. Одессы. Во время оккупации Одессы надгробие было вывезено в Румынию. В настоящее время оно находится на кладбище Трумпельдор в Тель Авиве, а на могиле Фруга в Одессе установлено другое.